# クライヴ・デイヴィス
クライヴ・ジェイ・デイヴィス（Clive Jay Davis, 1932年4月4日 - ）は、アメリカ合衆国の音楽プロデューサー、実業家。

## 経歴・人物
ニューヨーク市ブルックリンのユダヤ人家庭に出生。
1960年にコロムビア・レコードの顧問弁護士となり、1967年よりコロムビアの社長を務めていたが、1973年に解任された。その後はベル・レコードに移り、1974年に社名をアリスタ・レコードに改名した。2000年に、アリスタの親会社でもある、BMGより1億5,000万ドルの融資を受け、Jレコードを創設。現在は、Jレコードの業務を兼ねて、RCAミュージック・グループ（RCAレコードやJレコード、アリスタ・レコードを包括する）の社長及びCEOを務めている。
2000年に、ロックの殿堂入りを果たした。
2008年12月にオープンしたグラミー・ミュージアムには、彼の名を冠した『クライヴ・デイヴィス・シアター』なるものがある。
2回結婚し、2回離婚した。2013年に出版した自伝『The Soundtrack of My Life』の中で両性愛者であることを明かした。